# Estíbaliz Gabilondo
Estíbaliz "Esti" Gabilondo Cuéllar (São Sebastião, 16 de novembro de 1976) é uma atriz espanhola, é sobrinha do ministro da educação  Ángel Gabilondo, e do jornalista Iñaki Gabilondo.
Estudou Comunicação audiovisual na Universidade de Navarra, e teatro em Madrid (Laboratorio de Teatro William Layton).

## Filmografia
- Mano a mano, de Ignacio Tatay. (2007)
- Estrellas que alcanzar, de Mikel Rueda. (2009)
- Casual Day, de Max Lemcke. (2007)
- Traumalogía, de Daniel Sánchez Arévalo (2007)
- Locos por el sexo, de Javier Rebollo (2006)
- El Calentito, de Chus Gutiérrez (2005)
- Slam, de Miguel Martí (2003)

## TV
- Alfonso, el príncipe maldito, Telecinco, (2010)
- Estados Alterados Maitena, La Sexta, (2009)
- Malas Compañías, La Sexta (2009)
- Caiga quien caiga, laSexta, Cuatro (2008) [1]
- Amar en tiempos revueltos, La 1 (2007-2008)
- A tortas con la vida, Antena 3 (2005)
- Paco y Veva, TVE-1 (2004).
- Hospital Central, Telecinco.
- Policías, Antena 3.
- Esto no es serio, ETB
- Kilker Dema, ETB